# Sebastian Soto
Sebastian Guerra Soto (Carlsbad, California, Estados Unidos, 28 de julio de 2000) es un futbolista estadounidense de ascendencia chilena. Juega de delantero.

## Trayectoria

### Carrera
Comenzó su carrera juvenil con San Diego Surf, antes de mudarse al equipo juvenil Real Salt Lake en 2016.
En agosto de 2018 se unió a la academia juvenil del club alemán Hannover 96 de Real Salt Lake.
Hizo su debut profesional con el primer equipo en la Bundesliga el 6 de abril de 2019, sustituyendo en el minuto 80 a Marvin Bakalorz en la derrota por 1-3 contra el VfL Wolfsburgo
Abandonó el club al término de la temporada 2019-20 tras finalizar su contrato. Un mes después de su marcha, el Norwich City F. C. hizo oficial su fichaje para las siguientes tres temporadas, aunque la primera de ellas fue cedido al S. C. Telstar. No completó el curso en el equipo neerlandés ya que en enero de 2021 se canceló la cesión y regresó a Norwich. En julio de ese mismo año volvió a ser cedido; en esta ocasión se marchó al F. C. Porto "B", algo que repitió en enero de 2022, siendo el Livingston F. C. su nuevo destino.
Después de dos años de cesión en cesión, en agosto de 2022 abandonó el Norwich City sin haber jugado ningún partido y fichó por el S. K. Austria Klagenfurt. En el inicio de su tercera campaña sufrió una grave lesión de rodilla jugando con el filial y en octubre de 2024 su contrato fue rescindido.

## Selección nacional

### Categorías inferiores
Soto hizo su debut para el equipo sub-19 de los Estados Unidos en mayo de 2018, anotando cinco goles en cuatro partidos en la Copa de Eslovaquia 2018, donde ganó el premio Golden Boot como máximo goleador.
En septiembre de 2018 hizo su debut sub-20 en un partido amistoso contra Jamaica, anotando un paréntesis en la victoria por 3-1 En noviembre de 2018, Soto fue agregado como jugador de reemplazo en el Escuadrón de Estados Unidos para el campeonato 2018 sub-20 de la CONCACAF. Hizo dos apariciones en el torneo, con Estados Unidos ganando el título.
El 27 de mayo de 2019 marcó dos goles contra Nigeria durante la Copa Mundial de Fútbol Sub-20 de 2019 Él anotó otro gol el 4 de junio en el partido de octavos de final contra Francia.

### Selección absoluta
En septiembre de 2020, sería citado por Chile para sus partidos contra Uruguay y Colombia en la clasificación de Conmebol para la Copa Mundial de Fútbol de 2022, sin embargo Soto declinaría a la convocación. En noviembre del mismo año, Soto sería convocado por Gregg Berhalter, entrenador de la selección absoluta de Estados Unidos, para jugar los amistosos contra Gales y Panamá. El 16 de noviembre debutaría contra el seleccionado panameño tras entrar como sustituto al minuto 77 y anotar dos goles en una contundente victoria por seis a dos.

### Participaciones en Mundiales
| Copa                                  | Sede    | Resultado        | Partidos | Goles |
| ------------------------------------- | ------- | ---------------- | -------- | ----- |
| Copa Mundial de Fútbol Sub-20 de 2019 | Polonia | Cuartos de final | 5        | 4     |

## Estadísticas
Actualizado al último partido disputado el 19 de mayo de 2024.
| Club                               | Div.          | Temporada     | Liga  | Liga  | Copas nacionales | Copas nacionales | Copas internacionales | Copas internacionales | Total | Total |
| Club                               | Div.          | Temporada     | Part. | Goles | Part.            | Goles            | Part.                 | Goles                 | Part. | Goles |
| ---------------------------------- | ------------- | ------------- | ----- | ----- | ---------------- | ---------------- | --------------------- | --------------------- | ----- | ----- |
| Hannover 96 · Alemania             | 1.ª           | 2018-19       | 3     | 0     | 0                | 0                | —                     | —                     | 3     | 0     |
| Hannover 96 · Alemania             | 2.ª           | 2019-20       | 2     | 0     | 0                | 0                | —                     | —                     | 2     | 0     |
| Hannover 96 · Alemania             | Total club    | Total club    | 5     | 0     | 0                | 0                | 0                     | 0                     | 5     | 0     |
| Hannover 96 II · Alemania          | 4.ª           | 2019-20       | 3     | 0     | —                | —                | —                     | —                     | 3     | 0     |
| Hannover 96 II · Alemania          | Total club    | Total club    | 3     | 0     | 0                | 0                | 0                     | 0                     | 3     | 0     |
| S. C. Telstar · Países Bajos       | 2.ª           | 2020-21       | 12    | 7     | —                | —                | —                     | —                     | 12    | 7     |
| S. C. Telstar · Países Bajos       | Total club    | Total club    | 12    | 7     | 0                | 0                | 0                     | 0                     | 12    | 7     |
| F. C. Porto "B" Portugal           | 2.ª           | 2021-22       | 8     | 1     | —                | —                | —                     | —                     | 8     | 1     |
| F. C. Porto "B" Portugal           | Total club    | Total club    | 8     | 1     | 0                | 0                | 0                     | 0                     | 8     | 1     |
| Livingston F. C. Escocia           | 1.ª           | 2021-22       | 12    | 0     | —                | —                | —                     | —                     | 12    | 0     |
| Livingston F. C. Escocia           | Total club    | Total club    | 12    | 0     | 0                | 0                | 0                     | 0                     | 12    | 0     |
| S. K. Austria Klagenfurt · Austria | 1.ª           | 2022-23       | 11    | 1     | 1                | 0                | —                     | —                     | 12    | 1     |
| S. K. Austria Klagenfurt · Austria | 1.ª           | 2023-24       | 7     | 0     | 0                | 0                | —                     | —                     | 7     | 0     |
| S. K. Austria Klagenfurt · Austria | Total club    | Total club    | 18    | 1     | 1                | 0                | 0                     | 0                     | 19    | 1     |
| Total carrera                      | Total carrera | Total carrera | 58    | 9     | 1                | 0                | 0                     | 0                     | 59    | 9     |

## Vida personal
Soto nació en Carlsbad, California, y es de ascendencia chilena y mexicana.